# Myadestes ralloides
El solitario andino (Myadestes ralloides) es una especie de ave de la familia Turdidae,
que se encuentra en Bolivia, Colombia, Ecuador, Perú y Venezuela.

## Descripción
Mide en promedio 18 cm de longitud. Su pico es corto de color negruzco por encima y amarillo por debajo. Sus partes superiores son de color castaño que se torna rufo en la rabadilla. Su cabeza y sus partes inferiores son de color gris plomizo. Presenta una banda blanca en base de las primarias, visible en vuelo. Su cola es de color pardo oscuro con las rectrices externas y los ápices blancos y con las más externas con margen interno blanco.

## Hábitat
Vive en el bosque nuboso de los Andes.